# Wirtualna restauracja

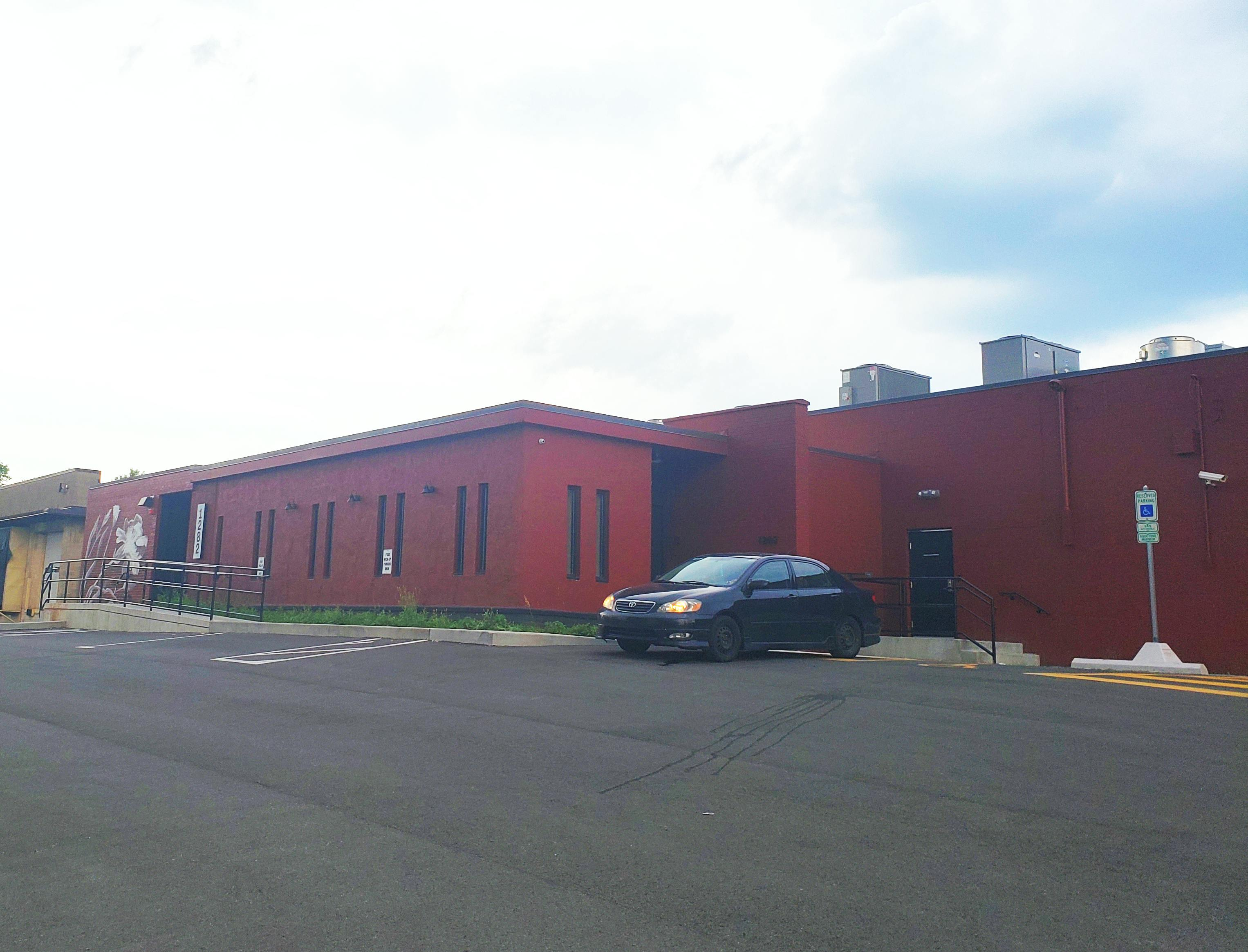
Wirtualna restauracja specjalizująca się w dowozie jedzenia.

Wirtualna restauracja – to restauracja, która posiada pełne menu, przygotowuje profesjonalnie posiłki, ale nie posiada lokalu, do którego mogą przyjść goście. Oferta wirtualnej restauracji istnieje tylko online na platformach takich Uber Eats, Glovo, Bolt, Wolt, Pyszne.pl (tylko dostawa). Wirtualne restauracje nie muszą posiadać rozbudowanego lokalu, a zredukowana przestrzeń operacyjna wpływa na obniżanie kosztów. W ten sposób restauratorzy mogą uzyskiwać wyższe marże zysku bez konieczności obniżania ceny dowożonego do klienta jedzenia. Wirtualne restauracje zyskują możliwość gotowania dla wielu konceptów i marek, ponieważ ich gość nigdy nie odwiedza danego lokalu fizycznie, a jedynie wirtualnie (poprzez aplikacje do zamawiania jedzenia).
Wirtualna Restauracja najczęściej używa wspólnej kuchni z prawdziwą restauracją, aby przygotowywać zamówienia. Może znajdować się w wielu miejscach, takich jak:
1. Stacjonarna restauracja, która przygotowuje posiłki pod własnym brandem i dodatkowo wprowadza wirtualne marki (tylko w dostawie).
2. Kuchnia przemysłowa, która nie jest restauracją. Najczęściej jest wykorzystywana do przygotowania dań dla cateringu. Może być także przeznaczona tylko do działania na poziomie wirtualnych restauracji. Ten rodzaj wirtualnych restauracji jest często określany nazwami „Cloud Kitchens” i „Dark Kitchens”.
3. Kuchnia hotelowa, na co dzień przygotowująca dania tylko dla gości hotelowych.
4. Food truck (podobnie jak restauracja stacjonarna, poza oferowaniem dań pod własnym brandem, footrucki mogą sprzedawać dania wirtualnych marek tylko w dostawie)[7].

Wirtualna restauracja obsługuje klientów wyłącznie poprzez dostawę i ewentualny samodzielny odbiór zamówienia (w oparciu o zamówienia online). Nie musi posiadać rozbudowanej restauracji z salą czy witryną. Tym samym, wirtualne restauracje mogą redukować koszty poprzez operowanie w mniej kosztownych lokacjach. W efekcie, obniżają koszty operacyjne, jednocześnie wypracowując w ten sposób wyższe marże. Brak konieczności prowadzenia fizycznej wersji danego konceptu kulinarnego, w pozwala na prowadzenie sprzedaży w ramach wielu marek wirtualnych. Przykładem firmy działającej w sektorze wirtualnych restauracji jest Virtual Dining Concept, a w Polsce – Rebel Tang.

## Tło
Wirtualne restauracje zyskały znacznie na znaczeniu podczas pandemii COVID-19 w 2020 r. Wiele lokali zostało pozbawionych możliwości sprzedaży posiłków swoim klientom. Negatywny wpływ miały także późniejsze, częściowe ograniczenia w dostępności restauracji – ponieważ bardzo niewielka liczba klientów mogła odwiedzać lokale. W tym samym czasie popyt na dostawę jedzenia wzrósł, ponieważ ludzie siłą rzeczy musieli pozostać w domu. Dark Kitchens pomogły restauracjom odzyskać straty i ograniczyć zwolnienia pracowników, umożliwiając im przygotowanie jedzenia dla wielu marek i dalsze prowadzenie biznesu.
Wirtualne restauracje powstają w ramach istniejących lokali, pozwalając firmom na obniżenie kosztów poprzez dzielenie przestrzeni. Wirtualne restauracje oszczędzają również pieniądze, unikając usług dine-in poprzez korzystanie z usług kurierskich. Wirtualne restauracje pracują z własnymi kierowcami lub korzystają z aplikacji takich jak Uber Eats, Glovo, Bolt Food, Wolt, Postmates i DoorDash, aby dostarczyć jedzenie do klientów. Jednak niektóre firmy implementują również własny system dostaw do modelu biznesowego.
Typowa wirtualna restauracja jest w stanie zapewnić możliwość przygotowywania dań z kilku różnych rodzajów kuchni. Strategia posiadania wielu marek i kuchni ma potencjał do skierowana oferty do szerszego grona klientów. Jedzenie może być przygotowywane przez wyspecjalizowanych kucharzy, ale także przez personel o podstawowych umiejętnościach. Wirtualne restauracje przeznaczone są dla osób poszukujących zróżnicowanych smaków, ale przede wszystkim wygody.
Wirtualne restauracje stały się popularne w czasie pandemii COVID-19 ze względu na konieczność utrzymania dystansu społecznego i promocji postawy „Zostań w domu”. Uber Eats pomógł uruchomić ponad 4000 wirtualnych restauracji na całym świecie.

## Sposób działania
Brak konieczności utrzymywania fizycznej restauracji pozwala firmom eksperymentować z nowymi menu, markami i koncepcjami przy zachowaniu niskiego ryzyka biznesowego. Menu może być dostosowywane do aktualnych trendów lub być dopasowywane do fanów konkretnych kuchni. Internetowy charakter wirtualnych restauracji sprawia, że wirtualne restauracje są w stanie zbierać informacje na temat klientów i wykorzystywać zaawansowane metody analityczne m.in. w procesie zamawiania składników, tworzenia dań i podejmowania innych decyzji (w oparciu o dane). Analitycy wirtualnych restauracji są w stanie śledzić poziom sprzedaży poszczególnych dań, czas oczekiwania na zamówienie i opinie klientów. Pozwala to na bieżące dostosowywanie swoje menu.
Jednym z interesujących trendów jest zjawisko otwierania wirtualnych restauracji przez influencerów i celebrytów. Blowek – najpopularniejszy, polski YouTuber – otworzył na początku 2022 roku własną burgerownię – Blow Burgers. Jak sam wspomniał, zainspirował go do tego MrBeast, który wystartował z podobnym konceptem w USA i okazał się najlepiej zarabiającym youtuberem 2021 roku.

## Krytyka
Dark kitchens zostały poddane krytyce za utrzymywanie niekorzystnych warunków pracy i akceptowanie ciasnych, pozbawionych okien przestrzeni kuchennych. Kilka artykułów z 2015 roku określało niektóre z dark kitchens jako „nieuregulowane, nielicencjonowane samodzielne podmioty” lub jako bliżej nieokreślone formy działalności dla restauracji, które mogą przygotowywać niskiej jakości jedzenie.
W Wielkiej Brytanii operatorzy restauracji The Restaurant Group i Casual Dining Group zostali skrytykowani za brak przejrzystości w odniesieniu do ich wirtualnych marek restauracyjnych. Stwierdzono, że firmy te prowadzą kilka wirtualnych marek, które sprzedawały podobne lub identyczne jedzenie w stosunku do ich bardziej popularnej marki high-street.

## Przykłady
Niektóre wirtualne marki restauracyjne są powiązane z fizycznymi, istniejącymi restauracjami. Poniżej przedstawiono wirtualne restauracje, o których wiadomo, że korzystają z dark kitchens:
- Burger Den i Melt Down – właścicielem i operatorem jest Denny’s.
- Conviction Chicken – prowadzone przez TGI Fridays.
- Cosmic Wings – prowadzona przez Applebee’s.
- Dockside Charlie’s & Coop & Run – prowadzone przez O’Charley’s.
- Fresh Set, Chicken Sammy’s, & The Wing Dept. – prowadzone przez Red Robin.
- It’s Just Wings i Maggiano’s Italian Classics – prowadzone przez Chili’s.
- Pasqually’s Pizza & Wings – marka należąca i prowadzona przez Chuck E. Cheese.
- Rotisserie Roast – prowadzone przez Boston Market.
- Slo Roast – prowadzone przez BJ’s Restaurants.
- Tender Shack – prowadzone przez Outback Steakhouse.
- Thighstop – prowadzone przez Wingstop.
- Thrilled Cheese i Super Mega Dilla – prowadzone przez IHOP.
- Twisted Tenders – prowadzone przez Logan’s Roadhouse.
- Hootie’s Burger Bar, Hootie’s Bait and Tackle i Hootie’s Chicken Tenders – właścicielem i operatorem jest Hooters.
- Wow Bao, Wingville, & Macaroniville – prowadzone przez Fazoli’s.